# 奇米·雷克南
基米-马蒂亚斯·莱科宁（芬蘭語：Kimi-Matias Räikkönen，1979年10月17日—），芬兰賽車手，一屆一级方程式世界车手冠军，有「冰人」（Iceman）之稱。
莱科宁在2001年賽季加入索伯车队成为一级方程式赛车手，此前仅仅参加过二十几场低级别的雷诺方程式比赛。基米·莱科宁在车队老板皮特·索伯的极力保证下才得到F1超级驾驶执照。
莱科宁在2002年賽季加盟迈凯伦车队，被视为有能力夺冠的车手之一。但他在2003年賽季和2005年賽季以微差积分分别不敌迈克尔·舒马赫和费尔南多·阿隆索而屈居第二。
莱科宁在2007年賽季加盟法拉利车队，成为薪金最高的车手，並在該季的比赛中击败卫冕冠军费尔南多·阿隆索和新秀刘易斯·汉密尔顿成为年度总冠军。2009年賽季由于费尔南多·阿隆索加入法拉利车队，莱科宁提前结束了与法拉利車隊的合約並转而參加WRC赛事。
2012年賽季，莱科宁重返一级方程式賽場，加盟路特斯车队，并在阿布扎比站为车队夺下首個分站冠軍。2014年賽季重回法拉利车队和四屆冠軍得主塞巴斯蒂安·维特尔搭檔。2019年賽季重返索伯车队，之後車隊更名為阿尔法·罗密欧车队。
2021年9月，莱科宁宣布在赛季结束后从一级方程式退役 。随后瓦尔特里·博塔斯填补了莱科宁的席位。

## 职业生涯

### 早年经历
莱科宁出生于芬蘭的埃斯波，十岁开始，他就成为了卡丁车赛事中的常胜军。15岁那年萊科寧首次离开芬兰到摩纳哥参赛，当时他的驾驶盘坏了而被迫退出比赛。奇米·雷克南在1999年的欧洲A级方程式大赛中夺得亚军。同年，20岁的雷克南还参加了福特方程式欧洲杯（Formula Ford Euro Cup），并拿到了雷诺方程式冬季系列赛（Formula Renault Winter series）的冠军，还在这一赛季开始的四场比赛中保持连胜，当年他只有20岁。而在2000年的英国雷诺方程式中，他完全垄断了比赛，这一赛季的总共10场赛事中他有7场获胜。在2000赛季结束后，雷克南在自己参加的总共23场雷诺方程式比赛中竟有13场获胜，胜率达到了可怕的56%。

### 进入一級方程式
索伯车队的老板皮特·索伯对这个芬兰小子的神奇表现印象颇为深刻，于是在2000年9月他给了雷克南一个来索伯车队试车的机会。当雷克南参加了在赫雷斯賽道和加泰罗尼亚赛道的试车之后，索伯随即与他签约，参加2001赛季的比赛。不过有很多批评者（包括FIA主席马克斯·莫斯利在内）宣称，这样一个仅仅参加过23场方程式比赛的菜鸟车手很难得到F1超级驾驶执照（F1 super license）。最后，雷克南不仅在开赛前获得了F1超级驾驶执照，还在自己的处子大奖赛2001年澳大利亚大奖赛中以第6位置完成比赛，而拿到了1个积分（当时只有比赛前6名车手享有积分），使那些批评者们都闭上了嘴。
在赛场上，雷克南非但没有像某些人所期望的那样冒失，而是表现出了不符其年龄的冷静和镇定，他缜密的比赛策略也受到了人们的称赞——所以，人们送给了他“冰人”（"the iceman"）的绰号。他在处子赛季的出色表现显示了他成为一流车手的潜力，让人们开始对他寄予厚望。在整个2001赛季里，雷克南有四站比赛获得积分，八次以前八名完赛。全年他获得了9个积分，加上他的队友，尼克·海费尔德贡献的12个积分，他们合力帮助索伯车队获得了其历史最好成绩，年度车队第四名。

### 迈凯伦岁月

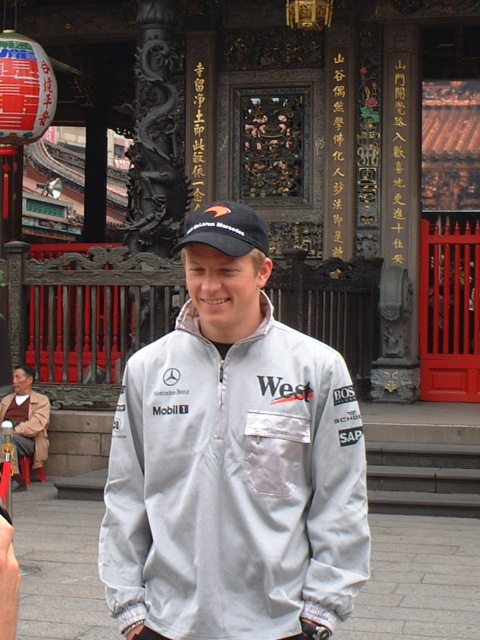
雷克南參觀台灣艋舺龍山寺，攝於2002年

2001赛季结束后，雷克南并没有如众人所料投奔法拉利车队，而是受罗恩·丹尼斯的邀请，在两届世界冠军、芬兰老乡米卡·哈基宁的大力引荐下，顶替了“暂时休息一年”的哈基宁自己，加入了迈凯伦车队。
2002赛季

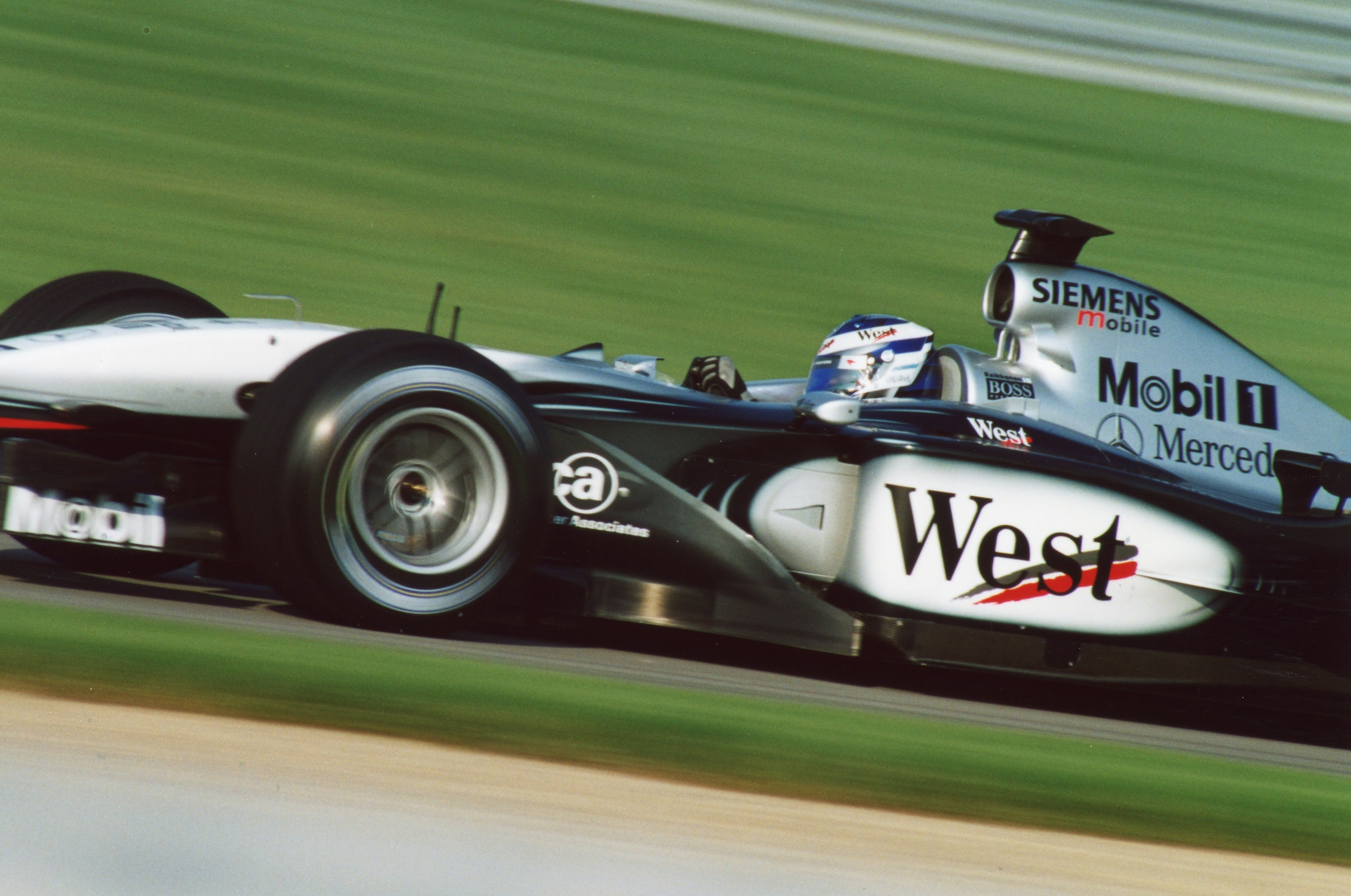
奇米·雷克南在2002年美国大奖赛上

在代表迈凯伦车队出战的第一场大奖赛澳大利亚大奖赛中，雷克南就给了人们一个惊喜——他以第三名首次登上了领奖台。虽然在整个2002赛季，迈凯伦一直为引擎可靠性所困扰，不过雷克南还是获得了24个积分，4次登上领奖台，他的实力也得到了队友大卫·库特哈德的承认。在法国大奖赛中，雷克南在距离比赛结束只有几圈时依然压制着这个赛季几乎无人能敌的迈克尔·舒马赫，占据领跑位置。可惜此时，他的赛车压上了丰田车队的阿兰·麦克尼什留下的油迹，打滑冲出赛道，让出了头名交椅，屈居第二。迈克尔·舒马赫在此站提前夺得世界冠军。这个赛季中，雷克南排名车手第六，刚好在其队友第五名库塔之后，而迈凯伦车队则获得了车队第三的成绩。
2003赛季
在2003赛季，FIA开始引用新的分数制度，从原本只有6位选手得分到8位选手得分。雷克南在这一年给了人们一个惊喜。他的开局近乎完美——前六站比赛他有五次登上领奖台。赛季初，雷克南以后备车参加排位赛，仅获得第15位，却在正式比赛当中力压舒马赫夺得第3位。在马来西亚大奖赛从第7排位出发，最后成为第一个冲过终点的车手，獲得了自己的处子分站赛冠军。
在原本应有71圈的巴西大奖赛中，由于暴雨而不断出现撞车，在第55圈扬起红旗而中断。根据F1条规，冠军属于比赛中断前两圈领先的车手，在第53圈的时候，雷克南领先群雄因而被裁定为该站冠军。之后，才发现比赛中断的时候，乔丹车队的詹卡洛·费斯切拉已经开始第56圈，因此裁定在第54圈领跑的费斯切拉夺冠，因此他只能在一周后将冠军让给意大利人，自己屈居第二。

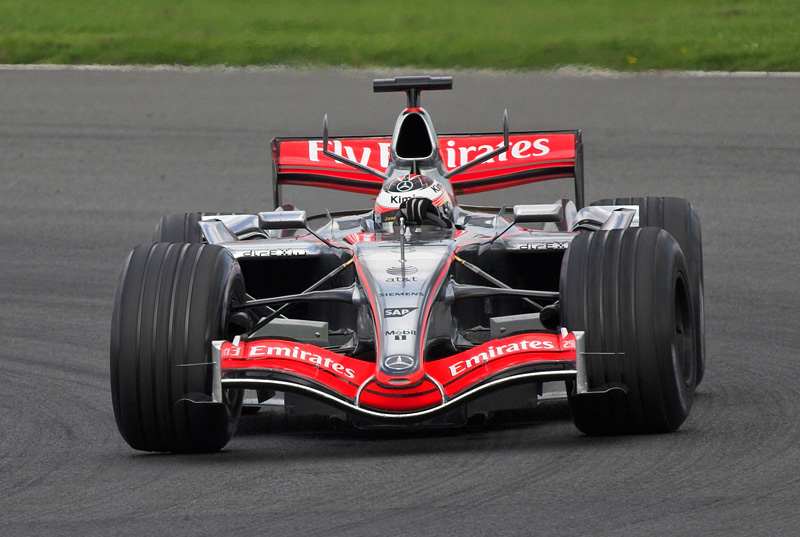
2006年4月，雷克南在银石遁赛车跑道试车

当其他车队纷纷使用和改进新车，迈凯伦车队仍然在使用2002年的旧车。雷克南在圣马力诺大奖赛中位居第2名，而在西班牙大奖赛排位赛中，雷克南处理失当而被迫在最后排出发，在发车时与来自美洲虎車隊的安东尼奥·皮佐尼亚相撞，退出比赛。雷克南在接下来的比赛都以策略取胜而非速度。
在奥地利大奖赛，雷克南屈居在鲁宾斯·巴里切罗之后夺得第2位。而在摩纳哥大奖赛中他距离胜利也近在咫尺，不过最后他还是在这条极难超车的狭窄街区赛道上以不到一秒的劣势输给了他未来的队友胡安·帕布羅·蒙托亞。
在加拿大大奖赛雷克南再次为失误付出代价，只获得第6位，落后该站冠军迈克尔·舒马赫超过一分钟。在欧洲大奖赛排位赛，雷克南夺得一级方程式职业生涯中首个杆位，却在正式比赛进行到第25圈，赛车引擎出现故障而被迫退出比赛。而年度总冠军竞争对手迈克尔·舒马赫夺得第5位以总积分4分优势在积分榜上超越雷克南。随后的分站赛，雷克南分别在法国大奖赛获得第4名，英国大奖赛获得第3名，匈牙利大奖赛获得第2名，而在遭遇车祸的情况下，退出德国大奖赛。
在意大利大奖赛进行前，迈凯伦宣布放弃推出MP4-18款式战车，继续以MP4-17D继续参赛。雷克南继续以旧战车在意大利大奖赛夺得第4位，美国大奖赛和日本大奖赛都夺得第2位。由于雷克南10次登上领奖台的出色表现，他把夺冠悬念一直保留到了最后一站比赛，2003赛季也成为了近年来争夺最为激烈的一个赛季。不过这个赛季的冠军最终没有属于他，他最终落后迈克尔·舒马赫两分成为年度亚军。不过迈凯伦车队再次遗憾的丢掉了车队年度亚军的位置，他们距离亚军威廉姆斯车队同样是两分。
2004赛季

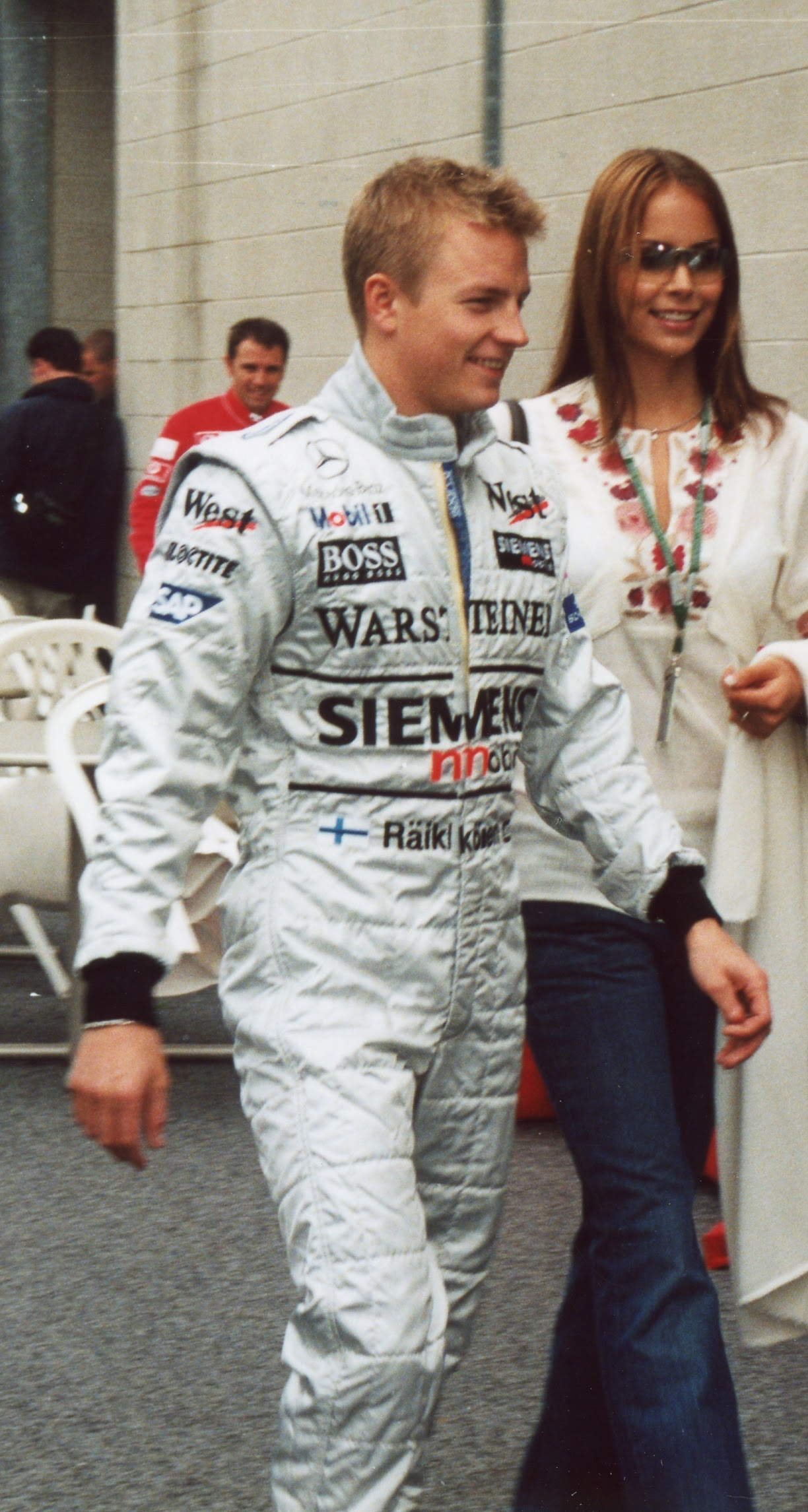
2002年美国大奖赛中的奇米·雷克南

雷克南和迈凯伦车队在2004赛季的开局却惨不忍睹，他自己在前七站比赛中只有可怜的一分入帐。而迈凯伦的赛车则一再为技术故障（特别是引擎的可靠性问题导致的频繁爆缸）所困扰，直接造成雷克南在前七站赛事中只有两次完赛。相对于雷克南在七站比赛中只获得一分，迈克尔·舒马赫几乎囊括6个分站冠军累积60分。在加拿大大奖赛中，雷克南进站多达5次，但由于威廉姆斯车队和丰田车队被取消资格，使得雷克南获得第5位。在美国大奖赛，雷克南夺得第6位。
在法国大奖赛，迈凯伦开始采用改进版本的MP4-19B赛车，雷克南在该站比赛夺得第7名。之后，他在英国大奖赛银石赛道上，夺得了他个人职业生涯的第三个杆位，在正式比赛中以第2名完成比赛。在接下来的德国大奖赛和匈牙利大奖赛，雷克南再次无法完成比赛，在第13圈退出比赛。
在比利时大奖赛上，雷克南虽然在排位赛中仅获得第10排位，但是却在第11圈开始领先群雄，从而获得了职业生涯中的第二场分站赛胜利，同时也是迈凯伦在2004赛季唯一分站冠军。接下来的分站赛，雷克南以第3名完成中国大奖赛，第6名完成日本大奖赛以及第2名完成巴西大奖赛。最终，雷克南凭借45个积分和4次登上领奖台的表现，以年度第七名的成绩还算体面地结束了这个赛季。
虽说2004赛季让人失望，不过雷克南还是与雷诺车队的费尔南多·阿隆索、索伯的菲利佩·马萨以及他在2005年的队友蒙托亚被一起列为F1世界的希望之星和世界冠军有力的竞争人选。许多评论家也认为在2005赛季这支来自沃金（Woking）的车队拥有了强大的阵容后会相当有竞争力。而罗斯·布朗和让·托德也称雷克南可能会成为未来法拉利的主力车手。
在2004年11月初，雷克南表达出了与他的经理人斯蒂夫·罗伯逊一起建立一支车队的意向，这支车队就名叫雷克南·罗伯逊车队，它将会参加2005赛季的三级方程式比赛。
在2004年7月31日，24岁的雷克南与2000年度的斯堪的纳维亚小姐，22岁的燕妮·达尔曼结婚。
2005赛季

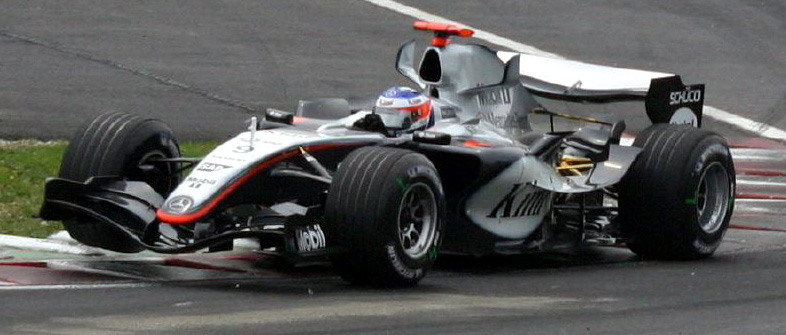
雷克南在2005年加拿大大奖赛勇夺冠军。

雷克南在2005年赛季开始时表现平庸，这是由于迈凯伦战车MP4-20的设计不适合用于米其林轮胎，导致无法在排位赛争取更好的排位。
在赛季开始的首3个大奖赛排位，雷克南能争取到最佳的排位只有第6位。他在澳大利亚大奖赛正式比赛时，赛车在起跑时无法启动，导致雷克南在那场比赛以第8位结束，只得到区区的一分。在马来西亚大奖赛中，雷克南赛车的轮胎在比赛中爆破，成为该赛季起在一个比赛中只使用单一轮胎的车手中，第一位受害者，无法赢取任何积分。在其后的巴林大奖赛才首次登上领奖台。
在经历了2005赛季有些平淡的开局之后，雷克南分别在圣马力诺大奖赛、西班牙大奖赛和摩纳哥大奖赛接连取下三个杆位。在伊莫拉，他甫一发车就确立了巨大的优势，却由于赛车再次出现状况而被迫退出。而在西班牙大奖赛中他的表现更是无懈可击，他从开始一直领跑到结束，最终以极大的优势拿下冠军。其后他又获得了最富挑战性的摩纳哥大奖赛的冠军，此时他与在车手排名上领跑的阿隆索只差22分。
欧洲大奖赛的前半段似乎预示着雷克南又将轻松获胜，不过由于在比赛中吃路肩过狠（也有一個說法是他在某次操之過急的超車後剎車鎖死造成輪胎嚴重磨損），以至损伤了他的右前轮使之失圆。由於2005賽季的規則規定, 在排位賽和正賽必須使用同一套终輪胎, 除非出現爆胎, 否則車手不許換胎。终于在最后一圈的大直道末端他的悬架不堪重负崩溃了，雷克南的赛车直接撞上了轮胎墙，同时也把冠军拱手让给了身后的阿隆索，与他一下子拉开了10分的差距。赛后有事后诸葛亮探讨雷克南是应该选择坚持在赛道上还是減慢車速以保護輪胎，拿到一个相对比较安全的亚军或季军。
不过下一站的在加拿大雷克南又把比赛纳入了自己的胜利轨道，他从第七位发车，凭借重油策略以及阿隆索在首次在比赛中出现失误，而在对轮胎磨损很严重的蒙特利尔获胜。在这一站后，雷克南说下一站美国的印第安纳波利斯对迈凯伦赛车更加适合。但是这一站却成为了F1历史上最大的灾难——由于拉尔夫·舒马赫在周五练习赛上撞车，人们发现米其林轮胎存在着安全隐患，于是在正赛前所有使用米其林轮胎的车队选择了退出比赛（包括迈凯伦在内）。这也就是说雷克南除了放弃比赛别无选择，这也导致美国大奖赛在只有区区6辆赛车出赛情况下完成。
不过之后的法国大奖赛上，厄运降临到了雷克南身上，他全新的梅塞德斯·奔驰引擎只在周五练习赛上运转了几十公里就罢工了。他被迫更换引擎并根据新规则接受退后10位起跑的处罚。尽管雷克南在排位赛中获得了第三，只不过在接受处罚后他在周日的正赛中就只能在第13位发车了。不过凭借着迈凯伦车队周密的进站策略和雷克南自己出色的驾驶技巧，他还是在阿隆索之后拿到了亚军。而在英国大奖赛上厄运再次降临，引擎在周六练习赛中漏油导致他只能在第12位起跑（虽然论排位赛成绩他只逊于阿隆索）。比赛一开始雷克南就表现出强大的实力，首圈就超越了四辆赛车。不过之后他被轻油的迈克尔·舒马赫和雅诺·特鲁利所压制，不过最后他还是凭借进站超越了他们。在比赛后半段，雷克南由于之前被慢车阻挡损失了太多时间，只能排在第4位，无法对前两位的队友蒙托亚和阿隆索构成威胁。由于原来排在第三的费斯切拉在最后一次进站时工作人员出现失误，雷克南得以升到第三位，这个结果相对于他第12位的发车位置来说还是相当不错的。
而在德国大奖赛上，整个周末都遥遥领先的雷克南在正赛中却遭遇了液压故障（据一些媒体报道，液压问题的出现是由于一个减压阀在检查后没有被工作人员拧紧，纯属人为错误），把胜利和10分再次送给了阿隆索。这也是这个赛季中雷克南第三次在领先状况中退出。而这三次的最大受益者就是阿隆索——三次的获胜者都是他。这些也被作为了迈凯伦赛车可靠性不足的证据之一（其它还有赛季初段他在几乎确定上领奖台的情况下爆胎，以及在法国和英国的连续出现的引擎故障），这也几乎确定这个赛季冠军争夺的结束——虽然从很多角度看雷克南都是这个赛季表现最出色的车手。
值得注意的是，虽然雷克南在匈牙利大奖赛开赛前说在迈凯伦過得很开心，不过他仍然向媒体暗示如果赛车的可靠性问题依然没有改善，他可能会在2006年合约到期后离开迈凯伦。他告诉记者：“我们必须想办法让赛车更加可靠。”而他与迈克尔·舒马赫的表现对比也为这一传闻给出了注脚。
莱科宁在排位赛成绩并不理想的情况下再次主宰了匈牙利大奖赛。不很理想的排位完全是因为他上一站在霍根海姆退出，导致他这一站只能第一个在这条因肮脏无比而声名狼籍的赛道跑排位赛。不过他还是避开了起初的事故，并凭借出色的速度和进站拿到冠军，而阿隆索却由于中途退出比赛而一分未得。在实施充满争议的新排位赛规则以后，还没有车手能在排位赛首先出发的情况下拿到冠军。而在三周休息期后，雷克南又在全新的土耳其大奖赛上获得了冠军。这次他顺利获得了杆位，虽然在第一圈被费斯切拉超越，不过在同一圈他又重新回到首位，之后就再也没有遇到任何挑战。只不过原先稳居第二的队友蒙托亚在最后几圈两次失误，把亚军让给了之前落后10秒以上的阿隆索，使他拿到亚军，多得了2分，为雷克南的胜利蒙上了些遗憾。
在两周后的意大利大奖赛，雷克南虽然在排位赛中夺得杆位，却由于更换引擎而再次面临后退十位起跑的惩罚。虽然雷克南的赛车载着比队友多5圈、比阿隆索多6圈的汽油，速度仍然比他们快。正当迈凯伦车队的一次停站策略奏效之时，赛车的左胎爆破，被迫进站更换轮胎。（在当时进站更换轮胎是不准加油，所以无形中需要两次进站。）出站时，位置已经降到第12位，力挽狂澜后，只能以第4位结束比赛。
比利时大奖赛中，雷克南首次成功卫冕分站赛冠军。而在巴西大奖赛中，雷克南和蒙托亚成功为迈凯伦首次在赛季中赢得冠、亚军，却眼睁睁看着阿隆索赢取季军后加冕为2005年度世界总冠军。接下来的日本大奖赛，雷克南跑出了个人职业生涯中最漂亮的一次比赛，从第17位起跑却是第1位冲过终点的车手。由于排位赛时遭遇大雨，导致雷克南只能排在後排出发，在开跑后不停超越其他车手，在比赛的最后一圈，超车越过了在第三位起跑以及一直领先其他车手的费斯切拉，这个超车的动作被一级方程式资深记者彼得·温莎誉为整个比赛中最经典的。在收官赛中国大奖赛中，雷克南在比赛中夺得第3位。
在2005年出色的表现，雷克南被一级方程式杂志表扬为年度最佳车手，其后被汽车周刊褒扬为2005年国际最佳车手。
2006赛季

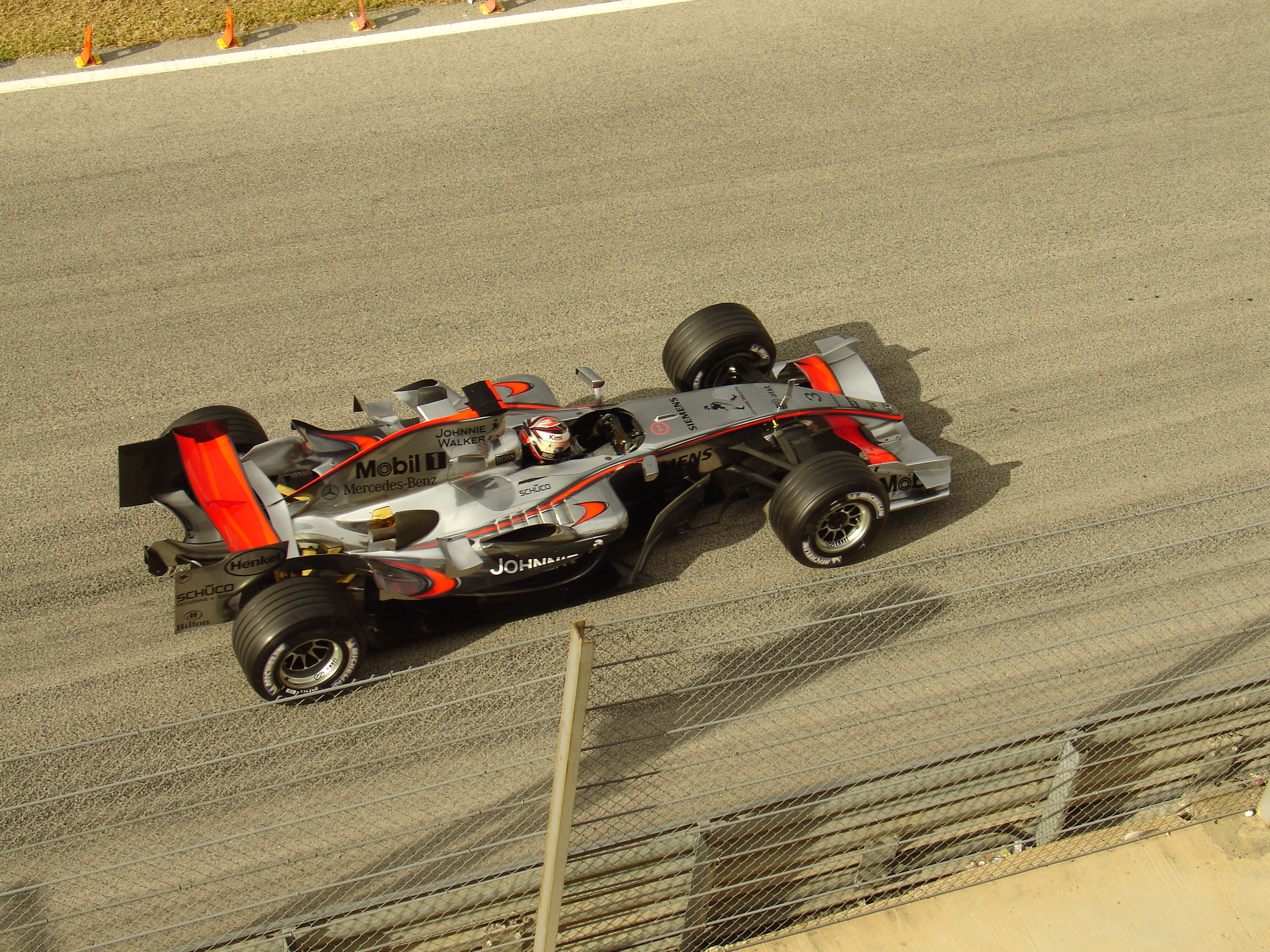
2006年雷克南在華倫西亞測試麥拿倫車隊新車

由于澳洲在2006年3月举办英联邦运动会，所以由巴林史无前例举办开季赛。在巴林赛车跑道上，雷克南在星期五练习时赛车遭遇电子故障;祸不单行的是，其后赛车的悬挂器在排位赛上也坏了，导致他只能在巴林大奖赛从第22位起跑。尽管如此，雷克南还是克服一切困难，落后在阿隆索和舒马赫之后，以第3名完成比赛。接下来的马来西亚大奖赛，雷克南在起跑时被红牛车队的克里斯坦·克里恩从后面撞上，导致雷克南赛车的左悬挂器严重受损而被迫退赛。
就06年开赛首两个分站的成绩看来，迈凯伦队明显落后于雷诺车队，而在澳大利亚大奖赛上，迈凯伦赛车终于有比较好的表现。尽管赛车在比赛中曾经爆胎，但是雷克南仍然以第2名完成比赛，而且还在比赛过程中创造最快圈速，只是成绩依然落后于阿隆索。在伊莫拉举办的圣马力诺大奖赛上，由于车队选择错误的策略以及雷克南在排位赛中犯错，导致他只可以在第8位起跑。比赛过程中一直被其他行驶缓慢的赛车阻挡，以至被舒马赫和阿隆索远远抛在后头，雷克南以第5名完成比赛；队友蒙托亚则获得第3名。赛后，迈凯伦领队羅恩·丹尼斯责怪雷克南差劲的表现使得车队无法在比赛中进入前二名。
在西班牙大奖赛排位赛中，雷克南只争取到第9排位，尽管在正赛一开始时，雷克南就占据第5位，整个比赛过程中，他再也没有进入较佳位置，比赛结束时依然排在第5位。在西班牙大奖赛结束几天后，雷克南向媒体承认自己无法赢得2006年车手总冠军的宝座。在摩纳哥大奖赛，雷克南从第3位起跑，比赛中一度居阿隆作之后排在第2位，却由于在安全车出动时赛车引擎着火而中途退赛。
在银石遁跑道上进行的英国大奖赛，雷克南在排位赛上取得第2起跑位置，前有阿隆索后有舒马赫，前半赛程三名的领跑次序分别是阿隆索、雷克南和舒马赫，直到第2轮的停站后才出现变化，舒马赫超越雷克南跑在第2位，而雷克南则落到第3的位置，直到比赛结束都无法扭转乾坤。加拿大大奖赛上，雷克南再次落后在阿隆索和舒马赫之后，登上领奖台。第10站的分站赛美国大奖赛，印第安跑道上发生了罕见的车祸，第1圈就有7辆赛车卷入车祸，对赛车造成相当程度的损坏，雷克南的队友蒙托亚从后的撞击，迈凯伦两位车手还没有跑完一圈就立即退赛。
蒙托亚在印第安跑道上的失误，造成法国大奖赛上雷克南的队友换成了迈凯伦车队的试车手佩德罗·德·拉·罗薩，雷克南从第6排位出发，最终以第5名完成比赛。雷克南从2001年开始的一级方程式职业生涯中，不曾在德国大奖赛中完成比赛，这一直是他耿耿于怀的憾事。直到德国大奖赛，雷克南终于首次在德国大奖赛中完成比赛，登上领奖台的第3位。之后的匈牙利大奖赛，虽然雷克南成功在第1排位出发，却在第25圈与红牛车队的里尤兹发生碰撞而退赛，这是13个分站赛中，雷克南第4次因故无法完成比赛。
在第14个分站赛中，雷克南赛车再次发生意外，在第1圈就退赛，令他无法卫冕土耳其大奖赛，这已经是雷克南在2006赛季中第5次退赛。在意大利大奖赛排位赛中，雷克南以千分之二秒微差力压舒马赫，夺得杆位。由于赛车速度无法媲美F2006，在双方完成第1次进站后，雷克南第1的位置就被舒马赫超越了，他最终在蒙扎賽道上获得亚军。舒马赫在意大利分站赛后宣布退休，法拉利车队过后公布消息，雷克南将在2007赛季代替七冠车王的位置。
中国大奖赛中，雷克南再次因为引擎问题而被迫在第18圈退赛。在日本大奖赛和巴西大奖赛，雷克南虽然完成比赛，但是与领奖台无缘，只跑出第5名。随着巴西站结束后，雷克南全年都无法登上领奖台的最高位置，在车手排行榜上占据在第3的位置，同时结束了和迈凯伦车队5年的宾主关系。
虽然失意于一级方程式，但是雷克南和其经理人组成的雷克南罗伯生车队Räikkönen Robertson Racing，在2006年英国第3方程式大赛有出色的表现。他们的英国籍车手麦克·康威赢得年度车手总冠军。

### 加盟法拉利
2007赛季

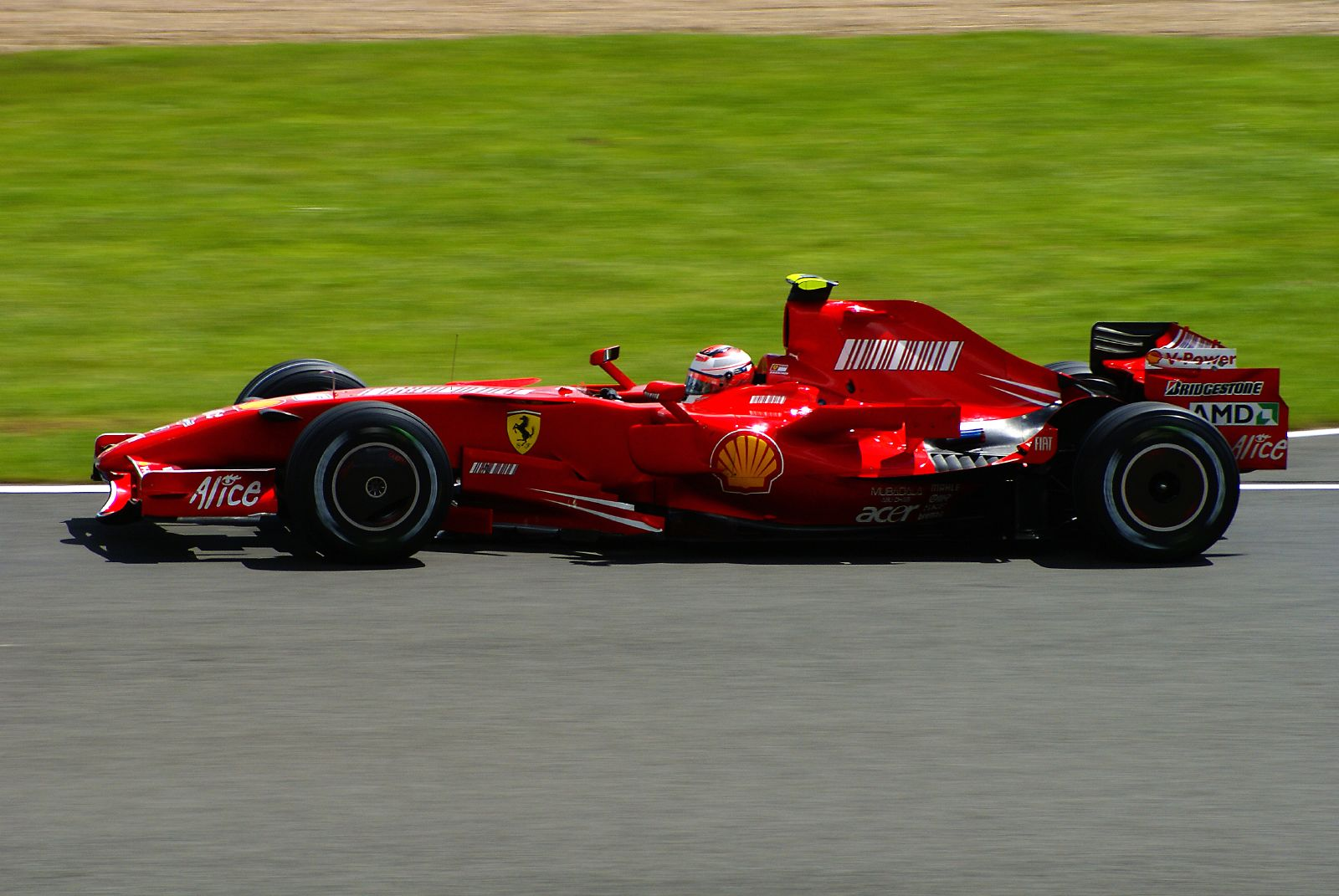
雷克南贏得2007年第三場比賽（英國站）

意大利大奖赛後，法拉利車隊宣告與雷克南簽署三年合約，在2007年-2009年為法拉利效力。雷克南更表示换队后的状况使得他非常满意，同时也表示对旧车队的祝福。他的队友变成了巴西人菲利佩·马萨，马萨从2006年开始为法拉利车队效劳。雷克南在换队后驾驶6号车，马萨则继承舒马赫成为驾驶5号车的车手；同时法拉利F1车队不再有1－2号车手之分。在舒马赫退休后，传言雷克南继承舒马赫衣钵成为一级方程式中最高薪的赛车手，年薪美金5千100万。
雷克南在澳大利亚大奖赛中有良好的开始。他成功在排位赛中占据头号排位，在正式比赛中也创下最快圈速，也是继奈杰尔·曼塞尔后另一位在加盟法拉利队后的第一场大奖赛即夺冠的车手，追平奈杰尔·曼塞尔在1989年的成绩。这是雷克南首次在其职业生涯中完成帽子戏法，杆位、最快圈速和夺冠。在马来西亚大奖赛中，雷克南在开赛时被新秀劉易斯·咸美頓从后超越，雷克南在整个比赛中一直跟在其后，夺得季军。之后的巴林大奖赛，雷克南从第3位出发，虽然过程中曾经被新加盟迈凯伦的卫冕世界冠军阿隆索超越，最后雷克南仍然成功超越阿隆索而捍卫季军。
来到阿隆索故乡西班牙，雷克南在只进行了10圈的西班牙大奖赛因为电子故障而被迫退赛，这次退赛使得他在车手积分榜上掉到第4位，甚至落后队友马萨。在摩纳哥站比賽中，雷克南碰到障礙物，使車子故障。他第十六名起步，第八名過終點。
在加拿大站，雷克南在第四位起步以及以第五名完成比賽，他與阿隆索之間爭奪位置，直到最後一次安全車到達時，被佐藤琢磨影響失去了爭奪位置，隊友馬薩在該場比賽被取消資格。在美国大奖赛上，雷克南在排位赛占据第4位，同样以第4位完成比赛，并且在比赛中创下最快圈速。在美国站比赛结束后，雷克南在车手积分榜上已经落后排在第1名的新秀漢密尔顿整整26分。
两个星期后的法国大奖赛，雷克南在排位赛中排名第3，正赛中以第3位出发的他，在开跑圈的第1个拐弯处就超越汉密尔顿。落在队友马萨之后，雷克南就一直保持在第2位，靠着停站策略得以超越马萨，赢得开赛季后的第2个胜利。这是芬兰人职业生涯的第11个分站冠军，同时也帮助法拉利在2007赛季首次囊括冠亚军。
英國站比賽，排賽位得到第2，在最後一次排位由車子移出賽道，失去了頭位出賽的機會。在比賽，雷克南搶先，在維修站出來的時間超越了汉密尔顿，當阿隆索回到維修站的時候，再度超越阿隆索，領先的優勢維持到終點線。該比賽同樣贏得最快圈速。
在歐洲站比賽，雷克南贏得該季二次場首名出賽，不過比賽中在第35圈退出，原因是車輛的水箱開始被迫停賽。匈牙利站的比賽，排位取得第4名，不過排第三阿隆索被罰。雷克南趕過了尼克·夏菲特以及力迫汉密尔顿，最終只得到第2名。然而，他却在比赛的最后一圈出乎意料地跑出最快圈速。

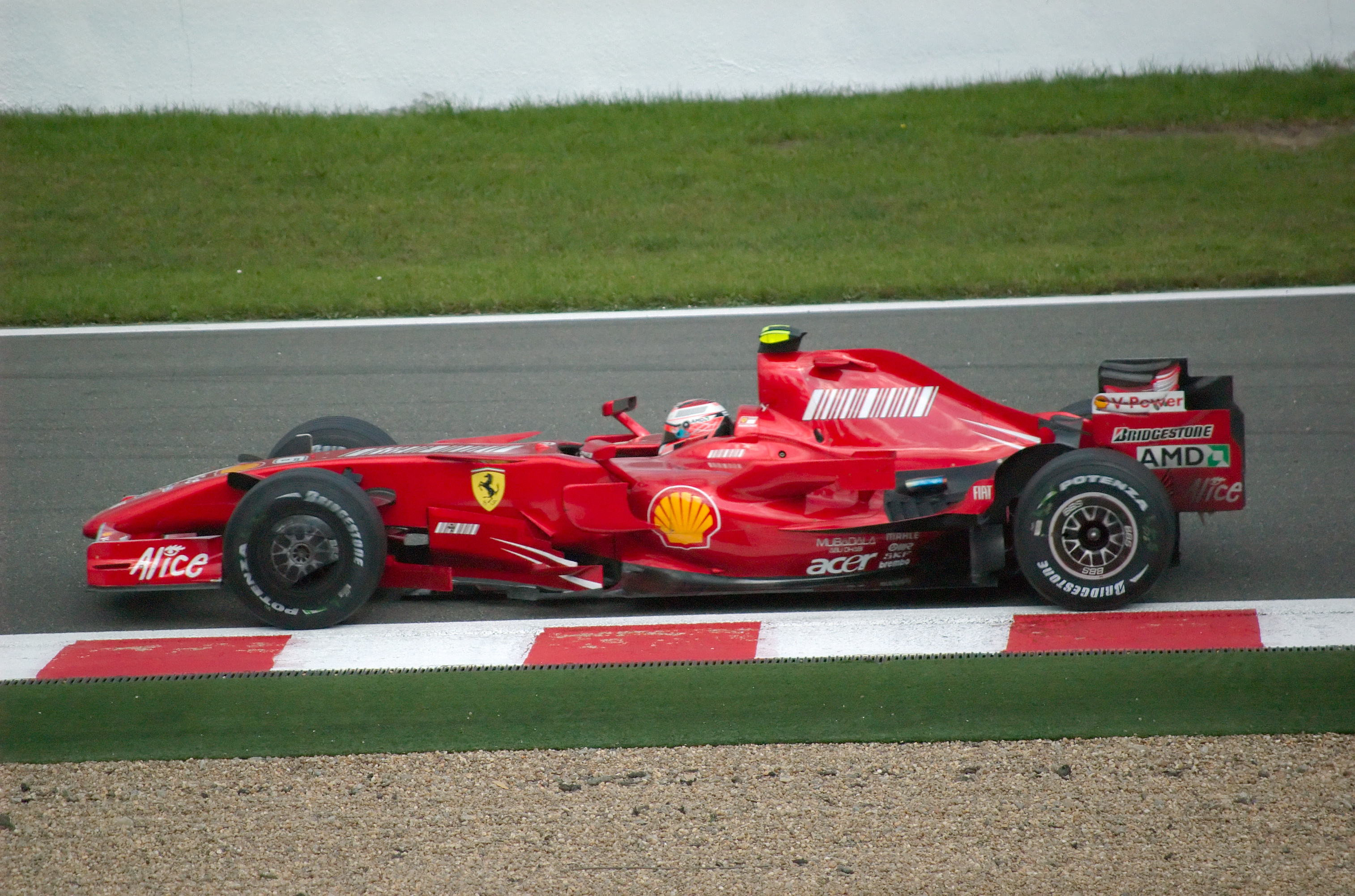
雷克南贏得2007年第四場比賽斯帕

土耳其站雷克南在排位賽排第三。在排位賽在最後一輪最後一次排位因失誤錯過了杆位的機會。在比賽中他超越了咸美頓，進佔第二位。他保持第二到終點。他取得了最快圈速1.27.295。這是法拉利自法國站以來，第二次在賽季包辦冠亞軍。
在意大利蒙萨跑道上进行的第三节的练习中，雷克南戏剧性的在驾驶近亚斯卡里弯道前撞上墙壁。在随后的排位赛上，使用后备车的他仅仅夺得第5排位。在正赛一开始，雷克南就超越在第4位起跑的尼克·海费尔德。过后，由于马萨的退赛，令雷克南顺利升上第3位。法拉利车队罕有地为雷克南安排仅进入一次维修站的策略，这个策略最终奏效，让雷克南超越两次进站的汉密尔顿，升上第2位。但是最后却被英国人抢回第2位。意大利大奖赛的冠亚季军分别是阿隆索，汉密尔顿和雷克南。此时，雷克南落后汉密尔顿18分，而2007赛季仅剩4个分站赛。
在比利时大奖赛中，雷克南在所有星期五和星期六的练习都创下最快圈速。在他最喜爱的跑道上，雷克南成功拿下他在2007赛季裡的第3个以及职业生涯中的第14个杆位。他分别以0.017秒和0.097秒的微差时间在排位赛上击败马萨和阿隆索。在正赛上，雷克南领先马萨5秒，阿隆索20秒时间成功夺冠。马萨和阿隆索分别夺得亚军和季军。这是雷克南在2007赛季的第4个分站赛冠军，同时也是他在比利时的三连胜。
日本站的比賽，是唯一使用新賽道的站，雷克南在星期五練習賽領先。排位賽排第三名，咸美頓獲排第一名出賽，第二名是阿隆索。在大雨的情況下，比賽最初19個圈跟隨安全車比賽，雷克南及隊友馬薩，在早段換上濕地用的輪胎，因為FIA的輪胎新規則留守較後的位置。在比赛的尾段，莱科宁坚持追赶到第三名的位置，不過他仍然無法超越第二名的海基·科瓦莱宁。
在中國站比賽中，在練習賽中保繼最快圈速的車手。來到排位賽，劉易斯·咸美頓憑輕油獲得一個桿位，拉高倫排第二，隊友马萨第三。在星期日，比賽開始時下了微雨，使車輛使用乾濕輪胎作賽。咸美頓在進入維修站前因剷上草地被迫退出。因此，雷克南贏得季內第五次冠軍以及仍然保持爭奪車手總冠軍資格。這也是法拉利車隊第200場分站冠軍以及600次登上頒獎台。雷克南仍有機會奪冠，緊隨7分及3分於咸美頓及阿朗素之後進入巴西站比賽，這次自1986年以來首次有三位車手在最後一站爭奪車手總冠軍。

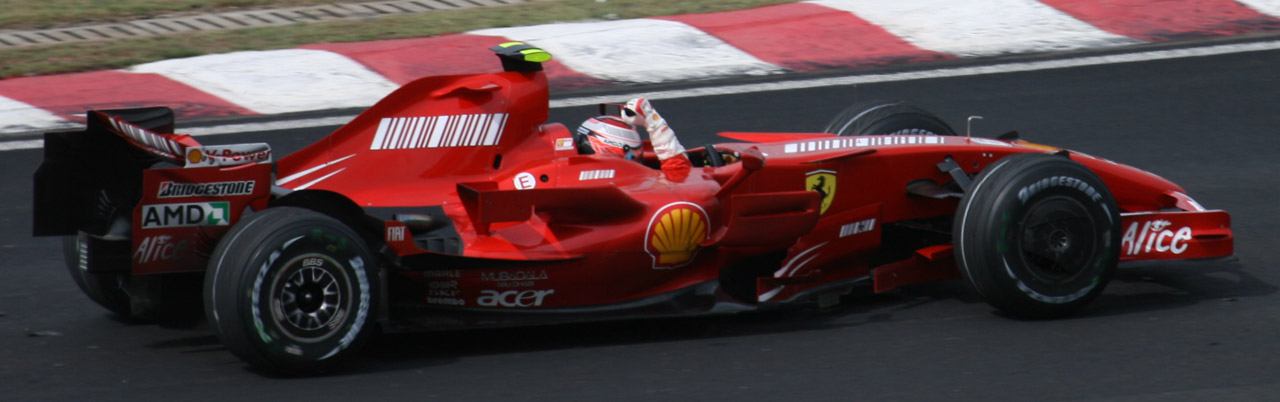
雷克南在2007年第十七場比賽因特拉格斯中

雷克南目標是贏得2007年一級方程式冠軍，最後一站是巴西站，最終帶有意外成功奪冠，該季得分為110分。車手榜暫為冠軍的咸美頓意外地按錯按鈕使車子未進入比賽狀態，最終在調校過程浪費了30秒，最終雷克南順利奪冠，而咸美頓僅得第七，以109分完成賽季，而且超越了兩名而奪冠。不過比賽委員會開始調查較前位置的尼高·羅斯堡, 羅伯特·古碧沙及尼克·夏菲特是否使用違規燃料。如確定失去資格的話，咸美頓成為殿軍。當比賽委員會與有關車隊代表會面後，賽會不會採取任何行動，並維持原判，萊克寧成為2007年車手總冠軍，而麥拿倫車隊決定上訴。
北京時間11月15日，巴西站“油溫案”的上訴聽證會在英國倫敦舉行。國際汽聯的國際上訴法院，在聽取了巴西站比賽幹事對案件的解釋、以及四支車隊(法拉利、邁凱倫、寶馬-索伯、威廉姆斯)的代表和律師的陳詞、並檢查了各項相關證據後，最終於北京時間11月17日凌晨宣布作出以下裁決：駁回邁凱倫的上訴，保持既定成績不變。國際汽聯在聲明中這樣說道：“國際汽聯的國際上訴法院最終將案件駁回，邁凱倫的上訴是不可接受的。”這意味著巴西站的比賽結果將保持不變，同時正式確認法拉利車手基米-萊科寧是2007賽季的車手世界冠軍。
2008年

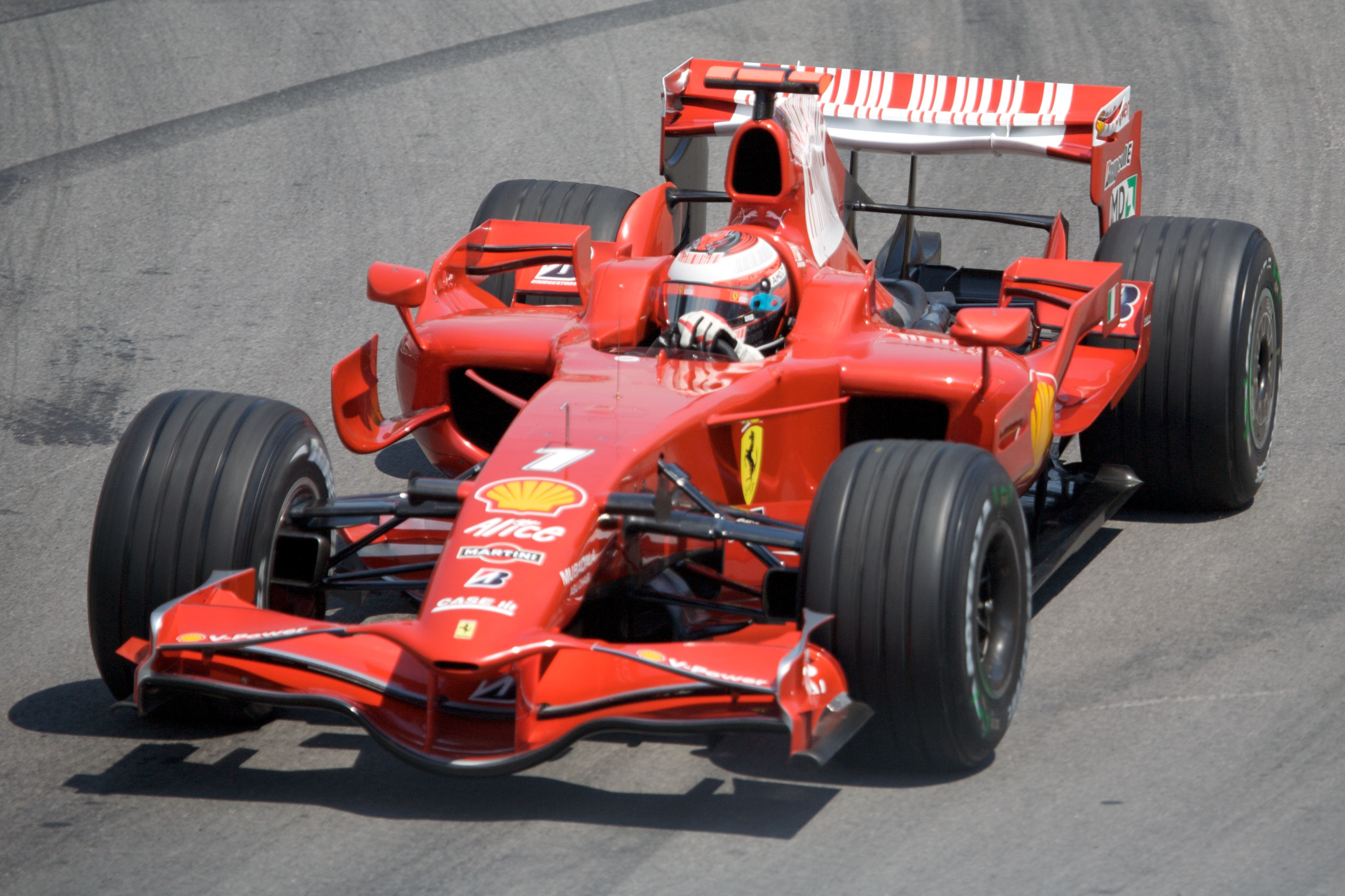
雷克南在加拿大站比賽。

在澳洲站，排位賽因機件問題，只能以排第十五名。到比賽當日，最後4圈因引擎問題而被迫退賽，原定只得第九位，不過因為第六名的魯賓斯·巴利加奴違規而被取消資格，因而取得1分。在馬來西亞站比賽，取得今季第一場勝利。在巴林站比賽中，雷克南緊隨馬薩之後得亞軍。
在西班牙站比賽，雷克南取得第十五個桿位，並贏得該站冠軍及該站的最快圈速。取代了米卡·哈基宁所保持的芬蘭人最多桿位及最快圈速紀錄。在土耳其站比賽中，雷克南在第四位起步，早段與海基·科瓦萊寧發生碰撞，雷克南的車子尾翼損毀，最後以第三名完成比賽。然後在摩納哥站的比賽中，原本一直留守第五名，但是在第68圈離開隧道後與艾德里安·苏蒂尔相撞，雷克南亦無大礙，在維修站更換配件後可繼續比賽，最後以第九名完成比賽。印度力量車隊的Mike Gascoyne控告雷克南取消他在賽事資料。最終競賽委員會不接納投訴。
雷克南在法國站的比賽前的排位取得第一，這是法拉利車隊第200次獲得桿位出賽。比賽中拉高倫因引擎排氣管损坏被馬沙超過, 最後在比賽中緊隨馬薩之後得亞軍。
歐洲站的比賽，雷克南在第四名起步，起步後被科瓦萊寧超越。雷克南一直留守第五，到進入第二次維修站後出現一個失誤，工作人員仍未拿走駁油管，拉高倫就開走賽車(這和隊友馬沙在新加坡站維修站出現的事故一樣備受爭議)。數圈後拉高倫的賽車無故爆缸，原因和上一站隊友馬沙爆缸的原因一樣，同為引擎一個自连杆损坏所致，使引擎失靈被迫退賽。
在意大利站比賽中，排名賽的成績為第14名。比賽當日創下最快圈速，最終得到第九。在新加坡站比賽中，起步後緊隨馬薩和咸美頓守在第三位，當第十四圈出現嚴重事故出動安全車時，法拉利兩名車手趁機進入維修站，加上車隊整理馬薩的車子時出現失誤，影響了時間，離開維修站後留守第十六名，雷克南後來追上到第五名，在第57圈，挑戰蒂姆·葛諾，在第十個彎撞倒牆邊被迫退賽，在雷克南在比賽創下最快圈速，是季內第十個最快圈速。然後在中國站的比賽取得第三名，在車手榜迫近了羅伯特·古碧沙最後在巴西站的比賽取得季軍，總積分與羅伯特·古碧沙同分，但是雷克南勝出站數較多，因而成為車手榜季軍，而雷克南亦協助法拉利車隊奪得車隊總冠軍。
2009年
2009年第一場比賽澳洲站賽事獲排第九名起步。因較早前的意外雷克南在第43圈時返回維修站退出比賽。在馬來西亞站中，曾經在第二次排位領先，不過最終在第七名起步。由於可能下雨的關係，比賽暫停，雷克南於此期間，在休息室吃了一支夢龍冰棒並喝了一罐可樂，雷克南在早段更換雨天輪胎作出，但是戰術失效，比賽在第33圈腰斬，雷克南排第14。第三場是中國站的比賽，但未能為車隊造出好的成績，只能取得第十。緊接的巴林站，雷克南取得第六，是法拉利車隊今季首度拿下積分。在摩納哥站的排位賽，雷克南成績排第二，接著在比賽中仍然被布朗車隊的兩名車手擊敗，穩佔一席第三，為法拉利車隊2009賽季首度站上頒獎台。
得利於法拉利車隊於西班牙站期間對F60進行性能提升，雷克南雖然在德國站因擦撞退出比賽，但之後連續於匈牙利站、歐洲站、比利時站、義大利站皆站上頒獎台，其中在比利時站，雷克南以第六名起步，迅即留守第二位。當安全車離開後，乘勢超越詹卡洛·费斯切拉取得領先優勢，並帶回終點。相隔25場比賽，再次站上頒獎台最高位置，為今季法拉利第一場勝利，亦是2009賽季唯一的一次分站冠軍。
由於法拉利車隊於匈牙利站後，即停止對F60的戰力升級工作，使得法拉利2009戰車於賽季末期競爭力落後於其他車隊，尤其在隊友菲利佩·馬薩因傷缺席情況下，面對賽季中期戰力大幅提升的麥拿倫車隊迅速追趕，雷克南雖宣稱將盡力幫助法拉利守住車隊積分第三的成績，但於義大利站後只於日本站拿到第四，巴西站拿到第六，而在新加坡站與阿布扎比皆沒能進入排位賽第三節，使得雷克南最終沒能幫助法拉利車隊留下2009賽季車隊第三的成績。

### 暫離一級方程式
2009年賽季末與法拉利達成提前一年解約的協議，將駕艙讓給2010年賽季加盟的费尔南多·阿隆索。雷克南於賽季結束後決定於2010年轉戰WRC賽事。
2011年雷克南除了参加世界拉力锦标赛之外，他还将参加美国NASCAR的比赛，第一场比赛的时间是5月20日，地点是在1.5英里长的夏洛特赛车场参加世界卡车系列赛。据悉雷克南加盟的车队是一支新军。

### 加盟路特斯車隊，重返一級方程式
2012年

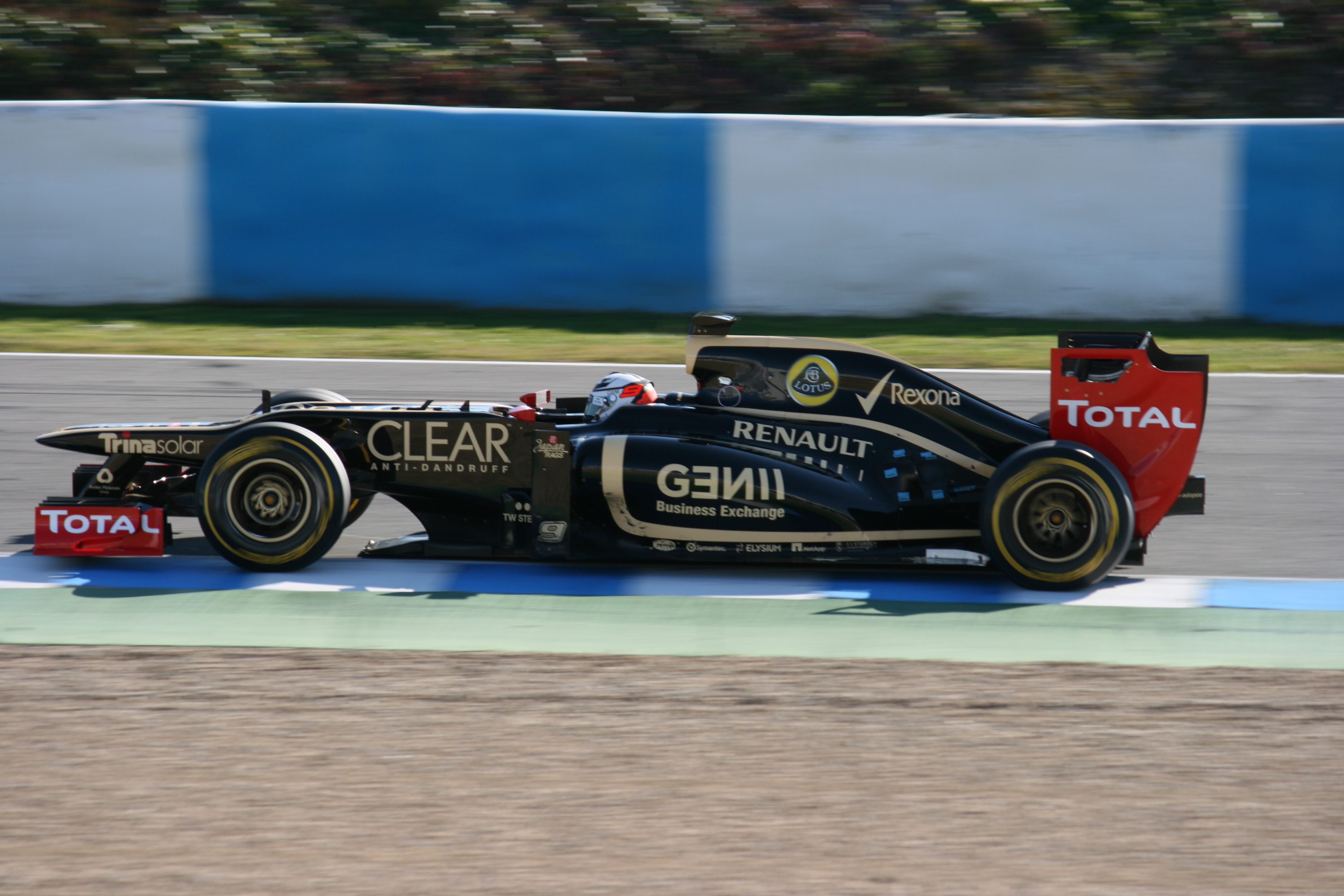
2012年2月，莱科宁在西班牙赫雷斯赛道为路特斯车队进行赛季前测试。

雷克南加盟路特斯车队，在2012年重返一級方程式。
2012年4月22日，雷克南在重返一級方程式後第一次踏上頒獎台，在巴林站取得亞軍。虽然复出以来多次在排位赛中输给队友，但在完赛率和登上颁奖台都要优于队友，并在德国、匈牙利、比利时连续3站登上颁奖台，随后的连续5站都未能再登颁奖台，直到2012年11月4日，莱科宁在阿布扎比大奖赛上取得冠军，这是他重返F1之后的首个冠军，也是重新以路特斯命名车队以来的首冠，而他也作为今年比赛中到巴西站为止20站都完赛（其中19站都取得积分）的车手。最终，莱科宁获得世界车手季军。
2013年
2013年莱科宁在新赛季的首战：澳大利亚阿尔伯特公园赛道夺得冠军。該年路特斯车队的表现，让人大吃一惊，也许这可能归功于倍耐力轮胎的良好表现，因为路特斯的E21对轮胎更友好。
9月11日，法拉利車隊正式宣佈奇米將在2014賽季回歸，雙方簽下兩年合同。
在美国站开始前一周，莱科宁宣布将要进行背部手术，因而将会缺席2013赛季的最后两场分站赛事。这位芬兰车手本打算在赛季结束后再进行治疗，但由于近来身体不适加重，不得不采取手术措施。因此，阿布扎比站也就成为了莱科宁为路特斯车队效力的最后一场赛事。海基·科瓦莱宁代替他为车队出战最后两场比赛。

### 回歸法拉利

#### 2014年
拉高倫選擇7號作為自己的比賽車號（與路特斯車隊效力時的車號相同），由於受賽車車況影響，兩場比賽過後，拉高倫僅拿到6分。
同年4月，馬科·馬蒂亞西接替斯蒂芬諾·多梅尼卡利出任法拉利F1車隊領隊。
比利時站，拉高倫憑藉策略及最快圈速，獲得第4名（該賽季最佳成績）。
該賽季，拉高倫積55分，以年終第12名創下職業生涯最差記錄。

#### 2015年
澳大利亞站，拉高倫因維修站換胎失誤在第42圈退賽；該事故後，他在馬來西亞站、中國站接連獲得兩個第四。
巴林站，他以亞軍完賽，在賽後獲得法拉利續簽意向。同年8月19日，法拉利宣佈與其續約2016賽季。
新加坡站，拉高倫以第3位發車，第3位完賽，本賽季第二次站上領獎台。
賽季收官戰阿布扎比站，他獲得季軍，也因此以150個積分奪得該賽季年度第四名  。

#### 2018年
2018年9月11日，雷克南確定於賽季結束後離開法拉利車隊，並將在2019年及2020年賽季效力薩伯車隊。
2018年10月21日，莱科宁在美国大奖赛上获得冠军，这成为他重返法拉利之后的首个分站冠军。繼2013年澳洲大獎賽獲勝後，時隔五年再次拿下分站冠軍，也成为F1歷史上两场胜利间隔最久的車手（2044天，113场比赛），同时他也以21场分站冠军成为最多勝的芬蘭一级方程式车手。

### 加盟阿尔法罗密欧
2018年9月，索伯车队宣布基米·莱科宁将在2019年赛季加入车队，而车队的摩纳哥车手夏尔·勒克莱尔将会加入法拉利车队。而在阿布扎比大奖赛结束后的轮胎测试中，莱科宁首次驾驶索伯的赛车进行了测试。
2020年10月11日，莱科宁在2020年艾费尔大奖赛上以第323次出赛起跑，超越鲁本斯·巴里切罗成为历史上出赛一级方程式锦标赛最多的车手。費蘭度·阿朗素在2022年新加坡大奖赛再次刷新紀錄。
2021年9月1日，莱科宁在個人社群媒體帳號上宣布自己將於2021年賽季後退休，結束在一級方程式錦標賽19年的職業生涯。
2021年9月4日，莱科宁在2021年荷蘭大獎賽賽前被檢測出COVID-19陽性，該場比賽的席位將由後備車手羅伯特·庫比卡替補出場。而莱科宁也确定无法于一周后的2021年意大利大奖赛出赛，因此意大利大奖赛则继续由库比卡替补出赛。

### 后一级方程式生涯
2022年1月，莱科宁宣布加入世界摩托車越野錦標賽MXGP组别的川崎车队（Kawasaki Racing Team MXGP），担任车队领队。

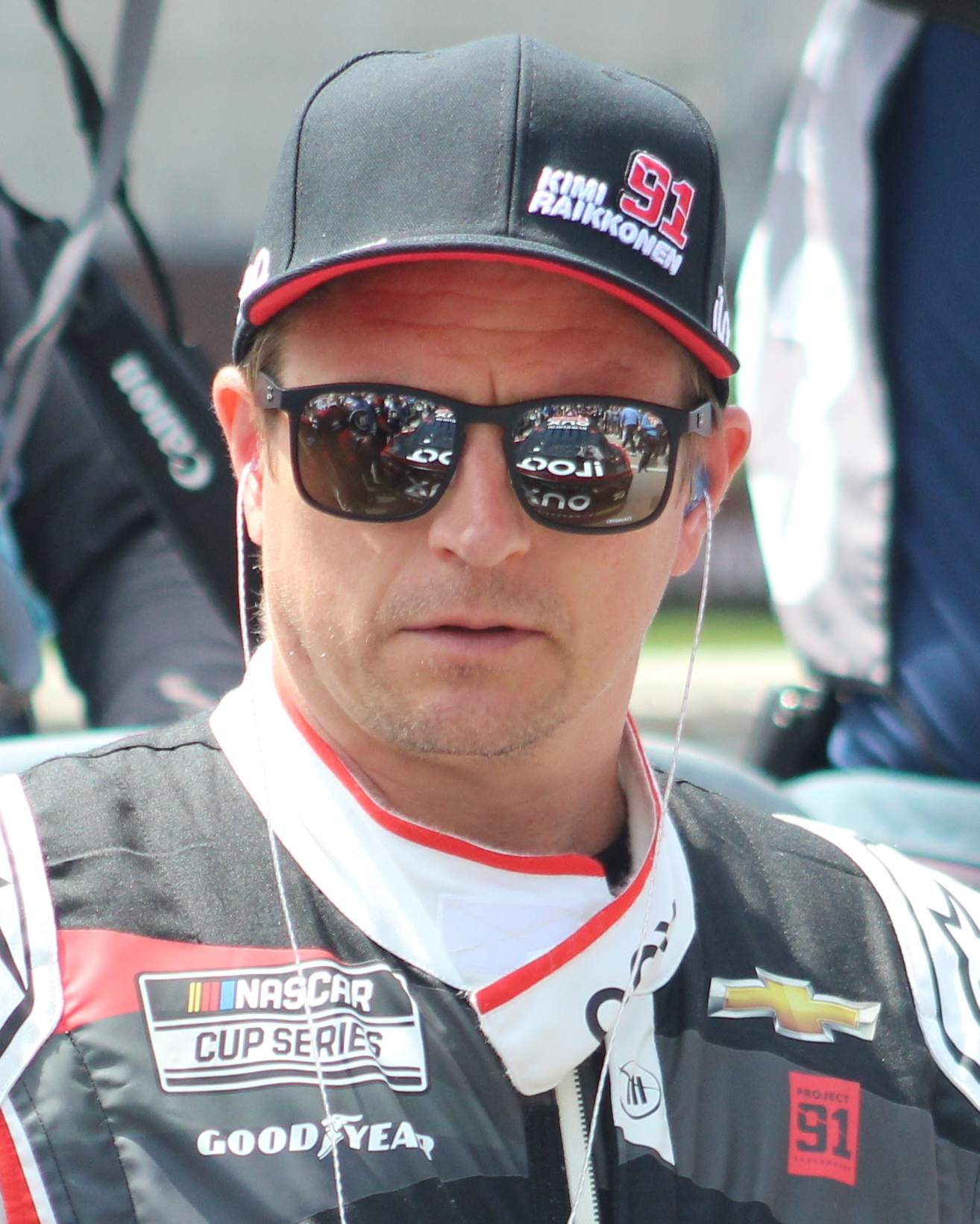
2023的莱科宁

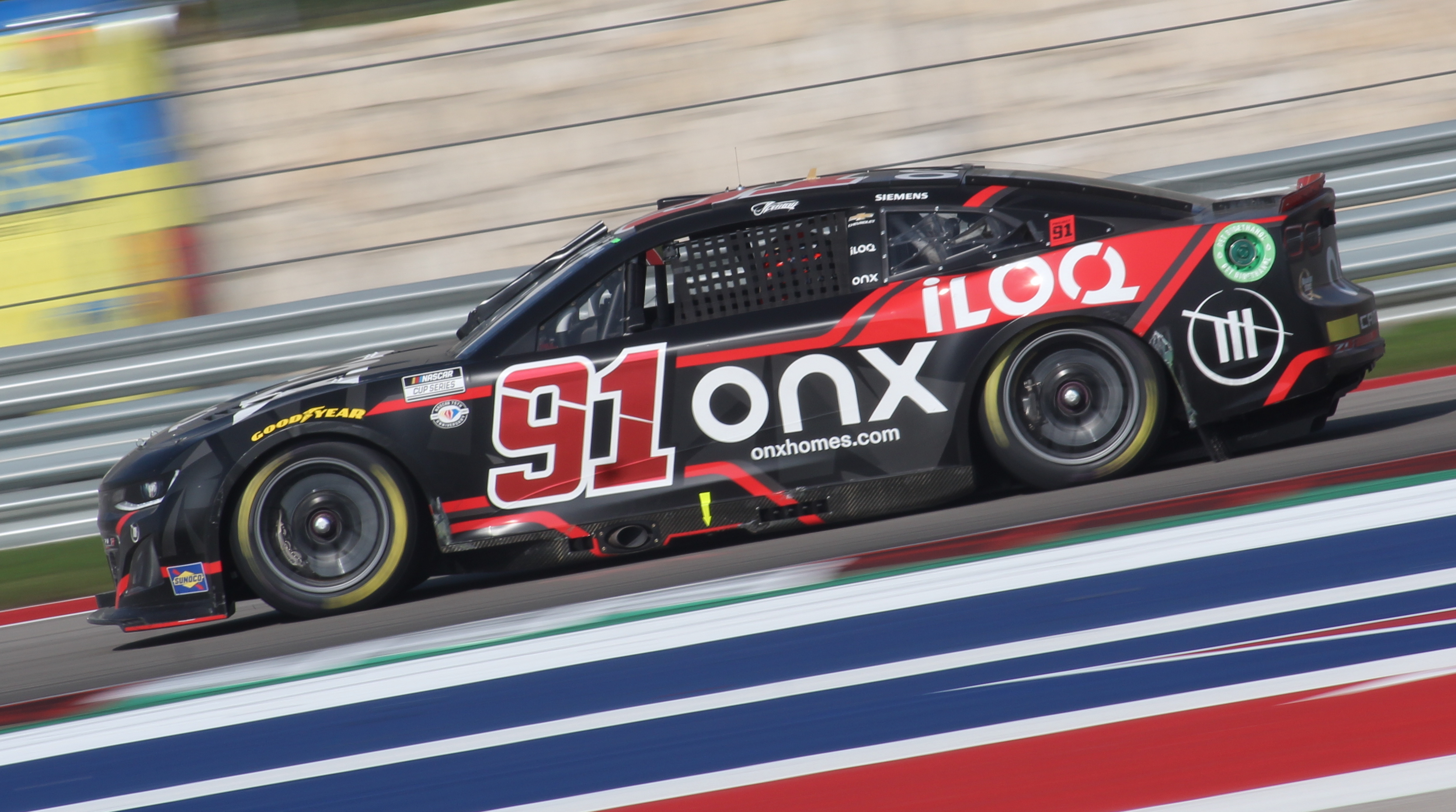
2023年，莱科宁在美洲赛道参加NASCAR杯系列赛

2022年5月，美国纳斯卡车队赛道之家车队宣布基米·莱科宁将参加NASCAR杯系列赛的2022年Go Bowling at The Glen赛事，他将驾驶91号雪佛兰赛车出赛。作为首次参加Nascar杯系列赛的成绩，莱科宁在排位赛中获得27名（共39名车手参赛）；正赛中，获得1分，但因撞车退赛最终仅排在第37名。
2023年3月，莱科宁重返NASCAR，再次为赛道之家车队驾驶91号雪佛兰赛车出赛2023年EchoPark Automotive大奖赛。芬兰人在排位赛中获得22名（共39名车手参赛）；正赛中以第29名完赛，获得8分。
2023年10月，莱科宁成为极氪的首席性能顾问，并于10月25日在天津V1赛道驾驶了极氪001FR。

## 个人生活
莱科宁的父親马蒂（Matti）是一名机械师（已于2010年12月22日离世，终年56岁），母亲葆拉（Paula）是一名秘书；莱科宁在回答车迷提问时透露他很小的时候曾为母亲做过饭。雷克南的哥哥拉密·雷克南（Rami Räikkönen）是一名拉力赛车手，也是初级组的冠军。基米·莱科宁在芬兰接受了强制兵役，获得了下士的军衔。
雷克南與燕妮·达尔曼在2004年7月31日結婚，她是一名芬兰籍模特儿同时也是前斯堪的纳维亚小姐，他们婚后居住在瑞士；两人被曝于2013年初分居或已离婚。莱科宁现任妻子是明图·维尔塔宁（Minttu Virtanen），她是一名芬兰的空服员并兼职健身模特，两人于2013年底相识并迅速确立关系，2016年8月，两人在意大利的锡耶纳完婚。
2015年1月27日，明圖·維爾塔寧在网路上宣布她与莱科宁的孩子在当天出生，是个男孩；取名为“罗宾·莱科宁”（Robin Räikkönen）。2017年5月他们的第二个孩子，女儿丽安娜（Rianna）出生了。2023年6月17日他们的第三个孩子，女儿格蕾丝（Grace）出生。
雷克南的嗜好是滑雪和雪地地钩球。他也热爱参加不同的赛车活动比赛。在2007年3月，当其他一级方程式赛车手在澳洲为比赛作准备时，雷克南却在芬兰以假名“詹姆士·亨特”（已故的前F1世界冠军）参加名为Enduro Sprint的雪地赛车，詹姆士·亨特是雷克南崇拜的世界冠军。雷克南以20秒的优势赢得该项比赛。之后还和朋友一起参加汽艇比赛。

## 賽車生涯成績

### 職業生涯摘要
| 賽季   | 賽事                     | 車隊                          | 場數 | 勝利 | 桿位 | 最快圈速 | 頒獎台 | 分數 | 名次     |
| ------ | ------------------------ | ----------------------------- | ---- | ---- | ---- | -------- | ------ | ---- | -------- |
| 1999年 | 歐洲福特方程式           | ?                             | 2    | ?    | ?    | ?        | ?      | ?    | 第5      |
| 1999年 | 福特方程式節             | Continental Racing Van Diemen | 1    | 0    | 0    | 0        | 0      | N/A  | NC       |
| 1999年 | 英國冬季雷諾方程式錦標賽 | 馬諾車隊                      | 4    | 4    | 4    | ?        | 4      | 40   | 冠军     |
| 1999年 | 英國雷諾方程式           | Haywood Racing                | 4    | 0    | 0    | ?        | ?      | ?    | ?        |
| 2000年 | 雷諾方程式2.0歐洲盃      | 馬諾車隊                      | 2    | 2    | 1    | 0        | 2      | 62   | 第7      |
| 2000年 | 英國雷諾方程式           | 馬諾車隊                      | 10   | 7    | 6    | 7        | 10     | 316  | 冠军     |
| 2001年 | 一級方程式               | 索伯車隊                      | 17   | 0    | 0    | 0        | 0      | 9    | 第10     |
| 2002年 | 一級方程式               | 邁凱倫                        | 17   | 0    | 0    | 1        | 4      | 24   | 第6      |
| 2003年 | 一級方程式               | 邁凱倫                        | 16   | 1    | 2    | 3        | 10     | 91   | 亚军     |
| 2004年 | 一級方程式               | 邁凱倫                        | 18   | 1    | 1    | 2        | 4      | 45   | 第7      |
| 2005年 | 一級方程式               | 邁凱倫                        | 19   | 7    | 5    | 10       | 12     | 112  | 亚军     |
| 2006年 | 一級方程式               | 邁凱倫                        | 18   | 0    | 3    | 3        | 6      | 65   | 第5      |
| 2007年 | 一級方程式               | 法拉利                        | 17   | 6    | 3    | 6        | 12     | 110  | 世界冠军 |
| 2008年 | 一級方程式               | 法拉利                        | 18   | 2    | 2    | 10       | 9      | 75   | 季军     |
| 2009年 | 一級方程式               | 法拉利                        | 17   | 1    | 0    | 0        | 5      | 48   | 第6      |
| 2009年 | 世界拉力锦标赛           | 托米·馬基寧車隊               | 1    | 0    | 0    | -        | 0      | 0    | NC       |
| 2010年 | 世界拉力锦标赛           | 雪铁龙青年队                  | 11   | 0    | 0    | -        | 0      | 25   | 第10     |
| 2011年 | 世界拉力锦标赛           | ICE 1车队                     | 9    | 0    | 0    | -        | 0      | 34   | 第10     |
| 2011年 | NASCAR世界卡車系列賽     | Kyle Busch Motorsports        | 1    | 0    | 0    | 0        | 0      | N/A  | NC       |
| 2011年 | NASCAR全國系列賽         | NEMCO                         | 1    | 0    | 0    | 0        | 0      | N/A  | NC       |
| 2012年 | 一級方程式               | 蓮花車隊                      | 20   | 1    | 0    | 2        | 7      | 207  | 季军     |
| 2013年 | 一級方程式               | 蓮花車隊                      | 17   | 1    | 0    | 2        | 8      | 183  | 第5      |
| 2014年 | 一級方程式               | 法拉利                        | 19   | 0    | 0    | 1        | 0      | 55   | 第12     |
| 2015年 | 一級方程式               | 法拉利                        | 19   | 0    | 0    | 2        | 3      | 150  | 第4      |
| 2016年 | 一級方程式               | 法拉利                        | 21   | 0    | 0    | 1        | 4      | 186  | 第6      |
| 2017年 | 一級方程式               | 法拉利                        | 19   | 0    | 1    | 2        | 7      | 205  | 第4      |
| 2018年 | 一級方程式               | 法拉利                        | 21   | 1    | 1    | 1        | 12     | 251  | 季軍     |
| 2019年 | 一級方程式賽車           | 愛快·羅密歐車隊               | 21   | 0    | 0    | 0        | 0      | 43   | 第12     |
| 2020年 | 一級方程式賽車           | 愛快·羅密歐車隊               | 17   | 0    | 0    | 0        | 0      | 4    | 第16     |
| 2021年 | 一級方程式賽車           | 愛快·羅密歐車隊               | 21   | 0    | 0    | 0        | 0      | 10   | 第16     |

### 一級方程式赛车成绩
(图例)粗體為桿位出賽，斜體為最快圈速
| 赛季   | 车队                    | 底盘               | 引擎                      | 1       | 2        | 3        | 4      | 5       | 6      | 7      | 8      | 9      | 10     | 11      | 12     | 13     | 14     | 15      | 16     | 17     | 18     | 19       | 20       | 21     | 22     | 名次 | 积分 |
| ------ | ----------------------- | ------------------ | ------------------------- | ------- | -------- | -------- | ------ | ------- | ------ | ------ | ------ | ------ | ------ | ------- | ------ | ------ | ------ | ------- | ------ | ------ | ------ | -------- | -------- | ------ | ------ | ---- | ---- |
| 2001年 | 紅牛索伯车队馬石油      | 索伯C20            | 馬石油01A 3.0 V10         | 澳 6    | 马 Ret   | 巴 Ret   | 圣 Ret | 西 8    | 奥 4   | 摩 10  | 加 4   | 欧 10  | 法 7   | 英 5    | 德 Ret | 匈 7   | 比 Ret | 意 7    | 美 Ret | 日 Ret |        |          |          |        |        | 第10 | 9    |
| 2002年 | 威仕迈凯伦车队 梅賽德斯 | 麥拉倫MP4-17       | 梅賽德斯FO 110M 3.0 V10   | 澳 3    | 马 Ret   | 巴 12    | 圣 Ret | 西 Ret  | 奥 Ret | 摩 Ret | 加 4   | 欧 3   | 英 Ret | 法 2    | 德 Ret | 匈 4   | 比 Ret | 意 Ret  | 美 Ret | 日 3   |        |          |          |        |        | 第6  | 24   |
| 2003年 | 威仕迈凯伦车队 梅賽德斯 | 麥拉倫MP4-17D      | 梅賽德斯FO 110M/P 3.0 V10 | 澳 3    | 马 1     | 巴 2     | 圣 2   | 西 Ret  | 奥 2   | 摩 2   | 加 6   | 欧 Ret | 法 4   | 英 3    | 德 Ret | 匈 2   | 意 4   | 美 2    | 日 2   |        |        |          |          |        |        | 亚軍 | 91   |
| 2004年 | 威仕迈凯伦车队 梅賽德斯 | 麥拉倫MP4-19       | 梅賽德斯FO 110Q 3.0 V10   | 澳 Ret  | 马 Ret   | 巴林 Ret | 圣 8   | 西 11   | 摩 Ret | 欧 Ret | 加 5   | 美 6   |        |         |        |        |        |         |        |        |        |          |          |        |        | 第7  | 45   |
| 2004年 | 威仕迈凯伦车队 梅賽德斯 | 麥拉倫MP4-19B      | 梅賽德斯FO 110Q 3.0 V10   |         |          |          |        |         |        |        |        | 法 7   | 英 2   | 德 Ret  | 匈 Ret | 比 1   | 意 Ret | 中 3    | 日 6   | 巴 2   |        |          |          |        |        | 第7  | 45   |
| 2005年 | 迈凯伦车队梅賽德斯      | 麥拉倫MP4-20       | 梅賽德斯FO 110R 3.0 V10   | 澳 8    | 马 9     | 巴林 3   | 圣 Ret | 西 1    | 摩 1   | 欧 11  | 加 1   | 美 DNS | 法 2   | 英 3    | 德 Ret | 匈 1   | 土 1   | 意 4    | 比 1   | 巴西 2 | 日 1   | 中 2     |          |        |        | 亚軍 | 112  |
| 2006年 | 迈凯伦车队梅賽德斯      | 麥拉倫MP4-21       | 梅賽德斯FO 108S 2.4 V8    | 巴林 3  | 马 Ret   | 澳 2     | 聖 5   | 欧 4    | 西 5   | 摩 Ret | 英 3   | 加 3   | 美 Ret | 法 5    | 德 3   | 匈 Ret | 土 Ret | 2       | 中 Ret | 日 5   | 巴西 5 |          |          |        |        | 第5  | 65   |
| 2007年 | 法拉利車隊萬寶路        | 法拉利F2007        | 法拉利056 2.4 V8          | 澳 1    | 馬 3     | 巴林 3   | 西 Ret | 摩 8    | 加 5   | 美 4   | 法 1   | 英 1   | 欧 Ret | 匈 2    | 土 2   | 3      | 比 1   | 日 3    | 中 1   | 巴西 1 |        |          |          |        |        | 冠軍 | 110  |
| 2008年 | 法拉利車隊萬寶路        | 法拉利F2008        | 法拉利056 2.4 V8          | 澳 8    | 馬 1     | 巴林 2   | 西 1   | 土 3    | 摩 9   | 加 Ret | 法 2   | 英 4   | 德 6   | 匈 3    | 欧 Ret | 比 18  | 意 9   | 新 Ret  | 日 3   | 中 3   | 巴西 3 |          |          |        |        | 季軍 | 75   |
| 2009年 | 法拉利車隊萬寶路        | 法拉利F60          | 法拉利056 2.4 V8          | 澳 15   | 馬 14    | 中 10    | 巴林 6 | 西 Ret  | 摩 3   | 土 9   | 英 8   | 德 Ret | 匈 2   | 欧 3    | 比 1   | 3      | 新 10  | 日 4    | 巴西 6 | 阿 12  |        |          |          |        |        | 第6  | 48   |
|        |                         |                    |                           |         |          |          |        |         |        |        |        |        |        |         |        |        |        |         |        |        |        |          |          |        |        |      |      |
| 2012年 | 蓮花F1車隊              | 蓮花E20            | 雷诺RS27-2012 2.4 V8      | 澳 7    | 馬 5     | 中 14    | 巴林 2 | 西 3    | 摩 9   | 加 8   | 欧 2   | 英 5   | 德 3   | 匈 2    | 比 3   | 5      | 新 6   | 日 6    | 韩 5   | 印 7   | 阿 1   | 美 6     | 巴西 10  |        |        | 季軍 | 207  |
| 2013年 | 蓮花F1車隊              | 蓮花E21            | 雷诺RS27-2013 2.4 V8      | 澳 1    | 马 7     | 中 2     | 巴林 2 | 西 2    | 摩 10  | 加 9   | 英 5   | 德 2   | 匈 2   | 比 Ret  | 11     | 新 3   | 韩 2   | 日 5    | 印 7   | 阿 Ret | 美 Inj | 巴西 Inj |          |        |        | 第5  | 183  |
| 2014年 | 法拉利車隊              | 法拉利F14 T        | 法拉利059/3 1.6 V6t       | 澳 7    | 马 12    | 巴林 10  | 中 8   | 西 7    | 摩 12  | 加 10  | 奥 10  | 英 Ret | 德 11  | 匈 6    | 比 4   | 9      | 新 8   | 日 12   | 俄 9   | 美 13  | 巴西 7 | 阿 10    |          |        |        | 第12 | 55   |
| 2015年 | 法拉利車隊              | 法拉利SF15-T       | 法拉利060 1.6 V6t         | 澳 Ret  | 馬 4     | 中 4     | 巴林 2 | 西 5    | 摩 6   | 加 4   | 奧 Ret | 英 8   | 匈 Ret | 比 7    | 義 5   | 新 3   | 日 4   | 俄 8    | 美 Ret | 墨 Ret | 巴西 4 | 阿 3     |          |        |        | 第4  | 150  |
| 2016年 | 法拉利車隊              | 法拉利SF16-H       | 法拉利061 1.6 V6t         | 澳 Ret  | 巴林 2   | 中 5     | 俄 3   | 西 2    | 摩 Ret | 加 6   | 歐 4   | 奥 3   | 英 5   | 匈 6    | 德 6   | 比 9   | 4      | 新 4    | 马 4   | 日 5   | 美 Ret | 墨 6     | 巴西 Ret | 阿 6   |        | 第6  | 186  |
| 2017年 | 法拉利車隊              | 法拉利SF70H        | 法拉利062 1.6 V6t         | 澳 4    | 中 5     | 巴林 4   | 俄 3   | 西 Ret  | 摩 2   | 加 7   | 14†    | 奧 5   | 英 3   | 匈 2    | 比 4   | 5      | 新 Ret | 馬 DNS  | 日 5   | 美 3   | 墨 3   | 巴西 3   | 阿 4     |        |        | 第4  | 205  |
| 2018年 | 法拉利車隊              | 法拉利SF71H        | 法拉利063 1.6 V6t         | 澳 3    | 巴林 Ret | 中 3     | 2      | 西 Ret  | 摩 4   | 加 6   | 法 3   | 奧 2   | 英 3   | 德 3    | 匈 3   | 比 Ret | 2      | 新 5    | 俄 4   | 日 5   | 美 1   | 墨 3     | 巴西 3   | 阿 Ret |        | 季軍 | 251  |
| 2019年 | 愛快·羅密歐車隊         | 愛快·羅密歐C38     | 法拉利064 1.6 V6t         | 澳 8    | 巴林 7   | 中 9     | 10     | 西 14   | 摩 17  | 加 15  | 法 7   | 奥 9   | 英 8   | 德 12   | 匈 7   | 比 16  | 15     | 新 Ret  | 俄 13  | 日 12  | 墨 Ret | 美 11    | 巴西 4   | 阿 13  |        | 第12 | 43   |
| 2020年 | 奧倫愛快·羅密歐車隊     | 愛快·羅密歐C39     | 法拉利065 1.6 V6t         | 奧 Ret  | 11       | 匈 15    | 英 17  | 周年 15 | 西 14  | 比 12  | 13     | 托 9   | 俄 14  | 艾費 12 | 葡 11  | 艾米 9 | 土 15  | 巴林 15 | 薩 14  | 阿 12  |        |          |          |        |        | 第16 | 4    |
| 2021年 | 奧倫愛快·羅密歐車隊     | 愛快·羅密歐車隊C41 | 法拉利065/6 1.6 V6t       | 巴林 11 | 艾米 13  | 葡 Ret   | 西 12  | 摩 11   | 亞 10  | 法 17  | 11     | 奧 15  | 英 15  | 匈 10   | 比 18  | 荷 WD  |        | 俄 8    | 土 12  | 美 13  | 墨 8   | 聖保 12  | 卡 14    | 沙 15  | 阿 Ret | 第16 | 10   |

‡由於未能完成原定賽程的75%，車手只有一半分數。
†未完赛，但已完成赛事总里程的90%，因而有排名。